# Vampyressa melissa
Vampyressa melissa (Thomas, 1926) è un pipistrello della famiglia dei Fillostomidi diffuso nell'America meridionale.

## Descrizione

### Dimensioni
Pipistrello di piccole dimensioni, con la lunghezza della testa e del corpo tra 57 e 61 mm, la lunghezza dell'avambraccio tra 37 e 40 mm, la lunghezza del piede tra 9 e 10 mm, la lunghezza delle orecchie tra 16 e 17 mm e un peso fino a 15 g.

### Aspetto
La pelliccia è composta da singoli peli tricolori. Le parti dorsali sono marroni, mentre le parti ventrali sono più chiare. Il muso è corto e largo. La foglia nasale è ben sviluppata, bruno-giallastra e lanceolata. Due strisce bianche indistinte sono presenti su ogni lato del viso separate da una banda più scura, la prima si estende dall'angolo esterno della foglia nasale fino a dietro l'orecchio, mentre la seconda parte dell'angolo posteriore della bocca e termina alla base del padiglione auricolare.  Le orecchie sono grandi, rotonde, appuntite e brunastre. Il trago è piccolo, giallastro, triangolare, con il bordo posteriore dentellato e un lobo allungato alla base anteriore. Le membrane alari sono marroni o marroni scure. I piedi sono corti e ricoperti finemente di peli. È privo di coda, mentre l'uropatagio è ridotto ad una sottile membrana lungo la parte interna degli arti inferiori, dorsalmente ricoperto di peli e con il bordo libero frangiato. Il calcar è molto corto. Il cariotipo è 2n=14 FN=24.

## Biologia

### Alimentazione
Si nutre di frutta.

### Riproduzione
Una femmina gravida con un embrione è stata catturata in Ecuador nel mese di febbraio.

## Distribuzione e habitat
Questa specie è diffusa nella Colombia settentrionale, Ecuador e Perù.
Vive nelle foreste umide primarie e secondarie tra i 1.180 e 2.763 metri di altitudine.

## Conservazione
La IUCN Red List, considerato il declino della popolazione stimato in non più del 30% negli ultimi 10 anni a causa della distruzione e degrado del proprio habitat, classifica V.melissa come specie vulnerabile (VU).